# Eois xanthoperata
Eois xanthoperata là một loài bướm đêm trong họ Geometridae.